# Corund
Corund es una comuna ubicada en el distrito de Harghita, Rumania.

## Superficie
Cuenta con una superficie de 114,4 kilómetros cuadrados.

## Demografía
Hasta 2021 la población era de 6394 habitantes, con una densidad de población de 55,91 habitantes por kilómetro cuadrado.